# Gemini XI
Gemini XI foi o nono voo tripulado do Projeto Gemini, o segundo programa espacial tripulado da NASA. A missão ocorreu entre 12 de setembro e 15 de setembro de 1966 e estabeleceu o recorde de altitude de uma nave Gemini em órbita, 1 189,3 km. Foi realizado um 'rendez-vous' (encontro orbital) e acoplagem com o estágio do Veículo Alvo Agena, lançado ao espaço pouco antes e uma caminhada espacial pelo astronauta Richard Gordon.

## Tripulação

### Principal
| Posição           | Astronauta                |
| ----------------- | ------------------------- |
| Piloto Comandante | Charles "Pete" Conrad Jr. |
| Piloto            | Richard F. Gordon Jr.     |

### Reserva
| Posição           | Astronauta        |
| ----------------- | ----------------- |
| Piloto Comandante | Neil A. Armstrong |
| Piloto            | William A. Anders |

## Missão
Com o programa Apollo no horizonte do objetivo do programa espacial norte-americano, os diretores do projeto Gemini queriam uma missão que fizesse um acoplamento no espaço logo após entrar em órbita, o que provavelmente deveria ser feito em órbita lunar. Assim apenas 85 minutos depois do lançamento de Cabo Kennedy, Pete Conrad, no comando da missão, e Richard Gordon, piloto, estabilizaram-se na mesma órbita do estágio do Agena e realizaram diversas manobras de acoplagem e desacoplamento.
O comandante 'Pete' Conrad, que seria o terceiro homem a pisar na Lua três anos depois, tinha esperanças durante o treinamento de que poderia comandar o primeiro voo de uma nave Gemini de ida e volta à Lua – o que nunca ocorreu – mas teve que se contentar com um voo que atingiu a maior altura em relação à superfície terrestre até então alcançada por uma nave espacial, cerca de 1,2 mil km em órbita.

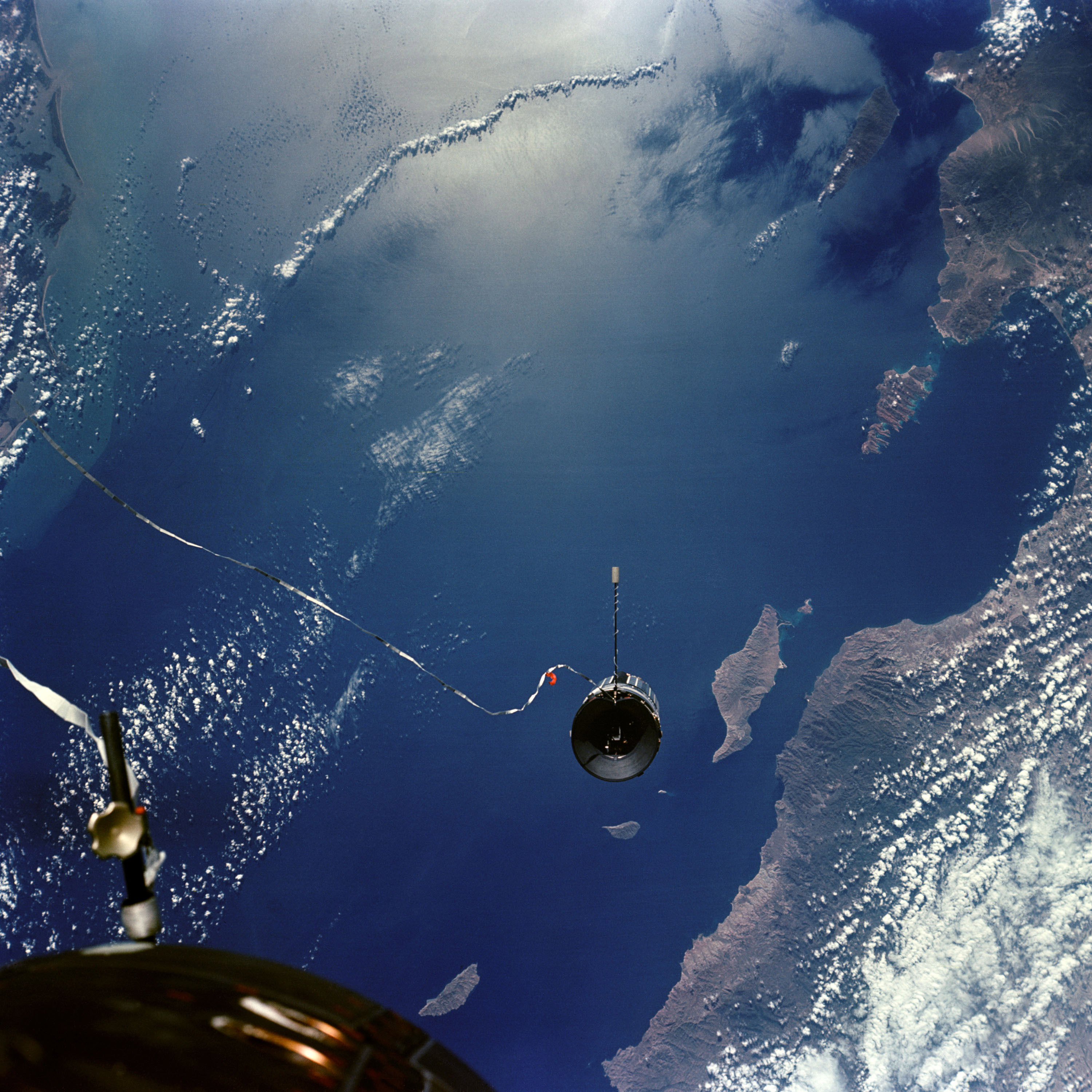
A Gemini XI e o Agena em órbita, ligados por um cabo.

Gordon realizou duas caminhadas espaciais, tendo muita dificuldade e apresentando muito cansaço na primeira, que foi interrompida com apenas trinta minutos, mostrando mais uma vez a grande diferença que existia entre o treinamento em terra em condições simuladas de falta de gravidade e a realidade no espaço. Na segunda, com duas horas de duração e que decorreu de maneira mais tranquila, Gordon ligou as duas naves, a Gemini e o Agena, que estavam acopladas, com um cabo, para realizar experiências de rotação conjunta no espaço, quando as duas naves estivessem separadas, que acabou tendo resultados apenas parciais, devido à dificuldade da tripulação em manter tensionado o cabo entre as duas naves no espaço.
Entre as diversas experiências científicas realizadas ainda pela tripulação, foram feitas fotografias sinóticas do tempo e da superfície terrestre, testes da radiação no espaço em leucócitos e medição de emulsões nucleares.
A missão Gemini XI foi a primeira a ter uma reentrada controlada completamente por computadores, fazendo com que a cápsula amarasse apenas 4,5 km fora do ponto de descida designado.